# Grejdr

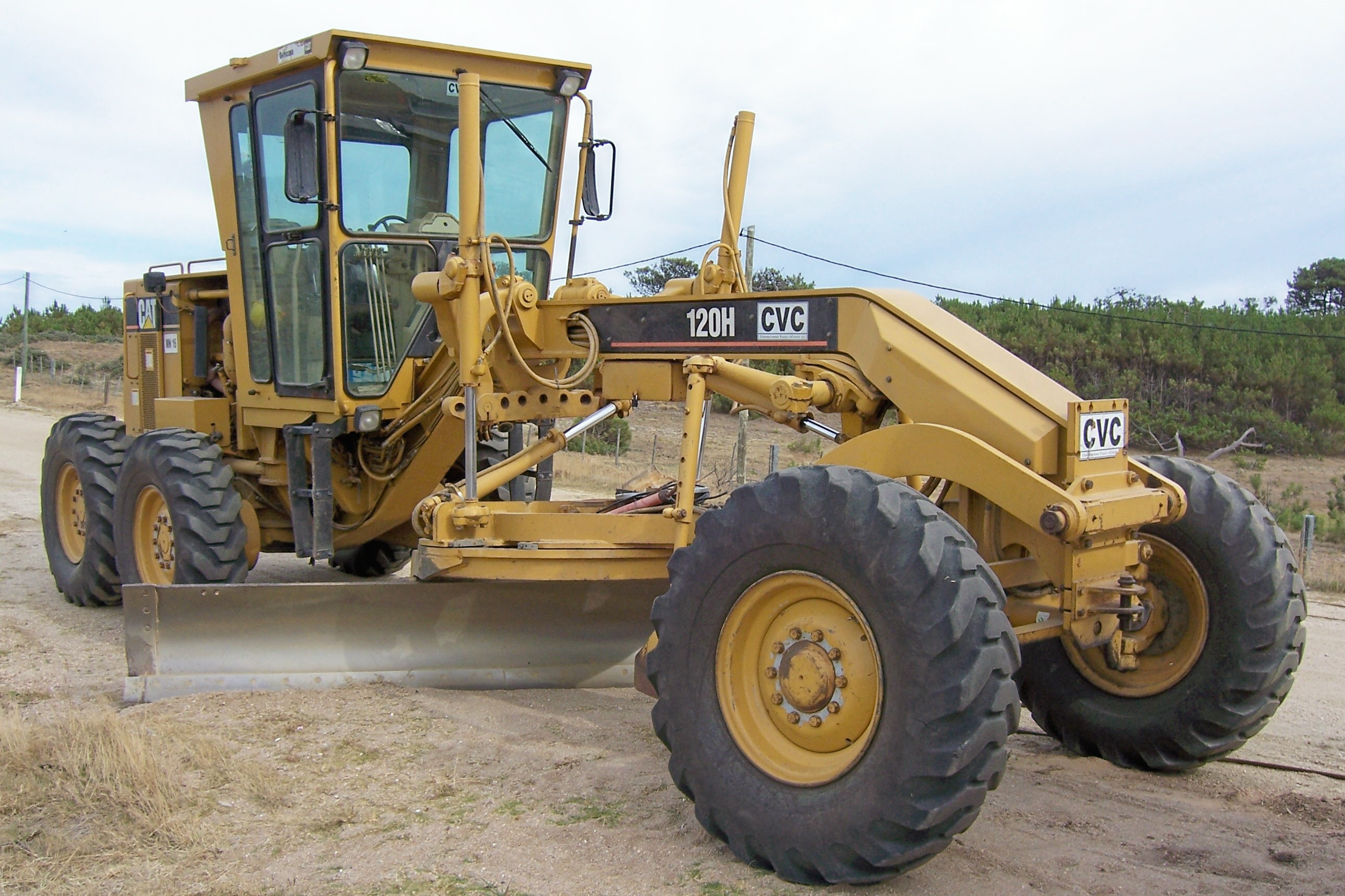
Grejdr

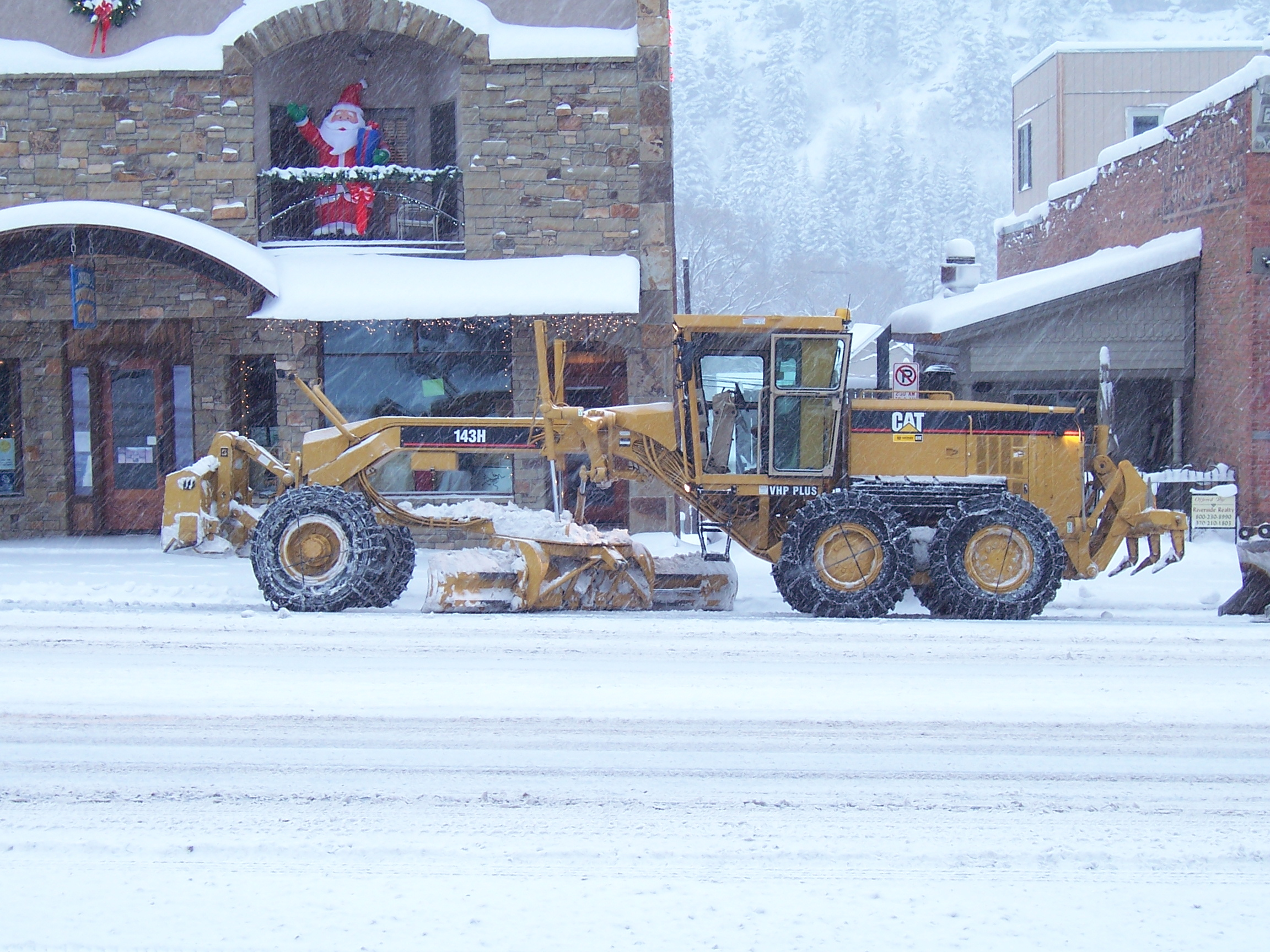
Grejdr Caterpillar 143H při odhrnování sněhu ve městě Ouray v americkém státu Colorado

Grejdr (též silniční srovnavač, anglicky grader) je samojízdný stavební stroj určený ke srovnávání velkých ploch při zemních pracích. Typické grejdry jsou třínápravové. Mnohem méně rozšířené jsou malé, dvounápravové grejdry. Motor a kabina řidiče se nachází zpravidla nad vzadu umístěnými dvěma nápravami. Třetí, přední náprava je řiditelná. Uprostřed, mezi nápravami se nachází široká radlice. Radlice je u většiny grejdrů otočná o 360 ° kolem svislé osy, výškově nastavitelná, výsuvná do boků a na obě strany výkyvná. Před přední nápravou může být umístěna další radlice použitelná pro hrubší práce.
Typická oblast nasazení grejdrů je v silničním a železničním stavitelství pro srovnávání zemní pláně zemního tělesa, např. násypu, před jeho hutněním a položením krytu vozovky, železničního svršku, apod.
Grejdry se rozlišují, tak jako ostatní stavební stroje, podle hmotnosti. Další rozlišovací hlediska mohou být podle výkonu motoru a šířky radlice.